# Stejnopohlavní manželství v Dánsku
Stejnopohlavní manželství je v Dánsku legální od 15. června 2012. Návrh na jeho legalizaci zpracovaný vládou Helle Thorningové-Schmidtové byl přijat Folketingem 7. června 2012 a schválen královnou 12. června 2012. Homosexuální páry mohly už předtím uzavírat registrované partnerství. Dánsko se tak stalo jedenáctou zemí na světě, která legalizovala stejnopohlavní sňatky.
Postavení manželství je různé, neboť Dánsko má dvě autonomní území:
- Grónský parlament přijal zákon o stejnopohlavním manželství 26. května 2015. Dánský parlament Folketing ratifikoval tuto legislativu 19. ledna 2016. Účinnosti nabyla k 1. dubnu 2016..[2][3][4]
- Na Faerských ostrovech byl zákon o stejnopohlavním manželství přijat Løgtingem 29. dubna 2016.[5] Ještě předtím, než se tato nová legislativa stane účinnou, musí být přijatá dánským parlamentem a podepsána královnou.[6]

## Historie

### Dánsko

#### Registrované partnerství
Dánsko přijalo zákon o registrovaném partnerství (dánsky: registretet partnerskab) jako první země na světě 7. června 1989. Účinnosti nabyl 1. října 1989. V květnu 2003, v červnu 2003 a v červnu 2006 byly uskutečněny tři pokusy o rozšíření tohoto zákona. Ani jeden z nich neprošel parlamentem. K prvnímu úspěšnému rozšíření došlo v červnu 2009 a květnu 2010.
Registrované partnerství se obsahem práv a povinností téměř nelišilo od manželství. Veškerá práva a povinnosti mezi partnery a majetková práva byla stejná jako u heterosexuálních manželů, kromě dvou výjimek:
- zákon se na rozdíl od manželství nezmiňuje o pohlaví partnerů
- nevztahovaly se na něj všechny mezinárodní smlouvy, pokud s tím daný signatář nesouhlasil

Rozvod registrovaného partnerství se řídil stejnými pravidly jako manželství. Partneři museli splnit jeden z následujících požadavků trvalého pobytu, aby mohli být registrováni: (1) alespoň jeden z partnerů musí být dánským občanem a mít v Dánsku trvalý pobyt nebo (2) oba partneři musejí mít v Dánsku trvalý pobyt v délce trvání minimálně dvou let. S občany Finska, Islandu a Norska se pro tyto účely zacházelo stejně jako by byli Dánové. Ministerstvo spravedlnosti mohlo podle tohoto zákona udělit občanovi jakékoli země se zákonem podobného charakteru udělit status dánského občana.
V r. 2006 získaly lesbické ženy a páry přístup k asistované reprodukci.
17. března 2009 zpracoval Folketing návrh zákona, který by homosexuálním párům žijícím v registrovaném partnerství umožnil společné osvojení dětí. Návrh byl přijat 4. května 2010 a účinnosti nabyl 1. července 2010. Registrované partnerství mělo sice pouze status civilního obřadu, ale dánské církve umožnily svým duchovním žehnat párům stejného pohlaví.
15. června 2012 byl zákon o registrovaném partnerství zrušen a nahrazen manželstvím pro všechny.

#### Stejnopohlavní manželství
V r. 2006 zpracovalo pět sociálně liberálních poslanců rezoluci s žádostí o vládní návrh zákona o genderově-neutrálním manželství. Rezoluce byla v parlamentu diskutována a odmítnutá členy konzervativní vládnoucí koalice. Ministryně rodiny Carina Christensenová argumentovala tím, že registrovaní partneři mají stejná práva jako manželé, vyjma církevního sňatku v kostele, a že tím pádem je genderově-neutrální manželství nezbytné.
V lednu 2008 se zpravodajka rovných příležitostí Sociálně liberální strany Lone Dybkjær ještě jednou pokusil o stejnopohlavní manželství (kønsneutrale ægteskab). Kodaňská starostka pro kulturu a rekreaci Pia Allersleová z liberální a posléze vládnoucí strany Venstre se vyjádřila veřejně pro stejnopohlavní manželství stejně tak jako politička Ritt Bjerregaardová.
V červnu 2010 projednával parlament návrh zákona o stejnopohlavním manželství ještě jednou. Překladateli byly opoziční strany. Odmítnutý byl v poměru hlasů 52:57. Nový návrh byl taktéž zamítnut.
V říjnu 2011 oznámil ministr genderové rovnosti a církevních záležitostí Manu Sareen nově zvolené vlády Helle Thorningové-Schmidtové, že bude přijat zákon o stejnopohlavním manželství na jaře roku 2012. 18. ledna 2012 zveřejnila vláda dva návrhy. Jeden měnil definici manželství na genderově-neutrální a druhý umožňoval stejnopohlavním párům uzavření buď občanského, anebo církevního sňatku. Stávající registrované partnerství mohou být na žádost změněná na manželství, ale žádná nová již nepůjde uzavřít. Podle dodatečného návrhu budou mít jednotliví církevní hodnostáři právo odmítnout oddat homosexuální pár. Jiné náboženské komunity jsou rovněž oprávněny oddávat takové páry, ale pouze na bázi dobrovolnosti. Návrhy se začaly projednávat od 22. února 2012.
14. března 2012 byl vládní návrh prezentován v parlamentu. 7. června 2012 byly všechny návrhy schváleny a 12. června 2012 podepsány královnou. Účinnosti nabyly k 15. červnu 2012. Novou legislativu odmítaly Dánská lidová strana a Křesťanští demokraté, které mají status náboženských konzervativních stran, ale s malým politickým vlivem. Podle zákona jsou ministři oprávněni odmítnout konání homosexuálních svateb na svém území, ale místní biskupové jsou povinni přenechávat kostelní budovy k těmto účelům.
Hlasování dánského parlamentu 7. červen 2012
| Strana                            | Pro | Proti | Zdržel se | Nepřítomen (nehlasoval) |
| --------------------------------- | --- | ----- | --------- | ----------------------- |
| Venstre                           | 18  | 9     | 2         | 18                      |
| Sociální demokraté                | 27  | 0     | 0         | 17                      |
| Dánská lidová strana              | 0   | 13    | 0         | 9                       |
| Radikální liberální strana        | 11  | 0     | 0         | 6                       |
| Socialistická lidová strana       | 11  | 0     | 0         | 5                       |
| Jednotná kandidátka - Rudo-zelení | 9   | 0     | 0         | 3                       |
| Liberální aliance                 | 5   | 0     | 0         | 4                       |
| Konzervativní lidová strana       | 4   | 2     | 0         | 2                       |
| Inuit Ataqatigiit                 | 0   | 0     | 0         | 1                       |
| Siumut                            | 0   | 0     | 0         | 1                       |
| Sambandsflokkurin                 | 0   | 0     | 0         | 1                       |
| Føroyski Javnaðarflokkurin        | 0   | 0     | 0         | 1                       |
| Celkem                            | 85  | 24    | 2         | 68                      |

### Grónsko
Dánský zákon o registrovaném partnerství se rozšířil do Grónska 26. dubna 1996. Nový dánský zákon o manželství byl podporován i grónskou vládou, která jej chtěla předložit parlamentu na jaře 2014, k čemuž nakonec nedošlo kvůli předčasným parlamentním volbám. Legislativa umožňující homosexuálním párům uzavírání sňatků a adopce dětí se dostala do prvního čtení 25. března 2015. Ke druhému čtení došlo 26. května 2015 a zákon byl jednomyslně schválen. K ratifikaci nové legislativy byl nutný souhlas dánského parlamentu, který byl dán 19. ledna 2016. Zákon se stal účinným 1. dubna 2016.
Grónský zákon o registrovaném partnerství byl v den účinnosti nabytí zákona o manželství pro všechny zrušen.

### Faerské ostrovy
Dánské registrované partnerství se nikdy nepovedlo rozšířit na Faerské ostrovy, které tak zůstávají posledním severským národem, který neuznává stejnopohlavní svazky. 20. listopadu 2013 bylo faerskému parlamentu Løgtingu prezentováno několik návrhů zákona o genderově-neutrálním manželství zpracovaných podle dánského vzoru. Ten je odmítnul ve druhém čtení dne 13. března 2014.
Po parlamentních volbách v září 2015 byly předloženy parlamentu dva návrhy o stejnopohlavním manželství (jeden upravující stejnopohlavní manželství a druhý rozvody stejnopohlavních párů). Návrhy prošly prvním čtením 24. listopadu 2015. 26. dubnu 2016 následujíc po značném parlamentním tlaku byl návrh o stejnopohlavním manželství přijat ve druhém čtení v poměru hlasů 19:14. Návrh pak prošel finálním hlasováním 29. dubna 2016 a momentálně čeká na schválení dánským parlamentem a královnou, než se stane účinným.

## Veřejné mínění
Výzkum YouGov spuštěný v období od 27. prosince 2012 do 6. ledna 2013 shledal, že 79 % zkoumaných Dánů podporuje stejnopohlavní manželství a 16 % je proti. Zbylých 6 % nemělo na tuto otázku jednoznačný názor. Stejný výzkum ukázal, že adopci dětí homosexuálními páry podporuje 59 % respondentů, 31 % je proti a 11 % nemá jednoznačný názor.
Anketa Gallup z května 2013 shledala, že 68 % obyvatel Faerských ostrovů podporuje občanský sňatek pro homosexuální páry, 27 % je proti a 5 % nerozhodnuto. Všechny regiony ukazují většinovou podporu a v žádné věkové skupině nepřevažují odpůrci podporovatele.
Jiný výzkum mínění na Faerských ostrovech ukázal, že 62 % respondentů podporuje stejnopohlavní manželství. Regionální různorodost postojů byla značná. Podpora byla větší na Streymoy (71 % na Norðurstreymoy; 78 % na Suðurstreymoy), kam patří také hlavní město Tórshavn, než na Norðoyggjar (42 %) a Eysturoy (48 %).
V srpnu 2014 byl zahájen další výzkum Faerských ostrovů, v němž bylo dotázáno 600 respondentů na otázku práva homosexuálním párů na občanský sňatek. Z 600 zkoumaných se 61 % vyjádřila pro, 32 % proti a 7 % nemělo jednoznačný názor.
Průzkum Pew Research Center, který proběhl mezi dubnem a srpnem 2017, a jehož výsledky byly publikovány v květnu 2018, ukázal, že 86 % Dánů podporuje stejnopohlavní manželství, 9 % je proti a 5 % neví, nebo odmítlo odpovědět. Co se týče náboženství tak pro bylo 92 % respondentů bez vyznání, 87 % nepraktikujících křesťanů a 74 % praktikujících křesťanů.